# ゆうときょうかの「あつまれ!ささもり!」
『ゆうときょうかの「あつまれ！ささもり！」』は、2020年7月29日から音泉にて配信されているインターネットラジオ番組。パーソナリティは篠原侑と守屋亨香。

## 概要
2020年7月29日より音泉で配信開始されているインターネットラジオ番組。とにかく「かわいい」をコンセプトに、篠原侑と守屋亨香がハムスターの飼育を通して命の大切さを学び、成長していく番組である。2023年には第8回アニラジアワード「かわいいラジオ賞」を受賞している。

## 配信時間
- 隔週水曜日 
  - 音泉にて配信直後から2週間は本編無料公開されている。
  - 音泉PREMIUMサポーター限定コーナーとして、『本日のなになに〜』（「ふわふわ」、「ぺたぺた」など、擬音にちなんだ企画）を実施している。また、過去回の本編並びにおまけの視聴が可能となっている。

## 主なコーナー

### 現行のコーナー
ささもりクロニクルクイズ
リスナーがパーソナリティに向けて過去回の内容からクイズを作るコーナー。
ふつおた
リスナーからのふつおたコーナー。
あつまれ！おしえて〜〜〜！！！
１つのテーマをピックアップし、そのテーマに関するメールを募集するコーナー。
はらぺこハムスター軍団！
スタッフからの指令に挑戦していくコーナー。
ハムナンバーカード交付係！
リスナーがプロフィールを送り、「ささもりタウン」の「住人」となる審査を受けるコーナー。審査を通ると「ハムナンバーカード」が交付される。
ドウデュースゲーム
最後が「ドウデュース」で終わる、パーソナリティに言わせたいセリフをリスナーが送るコーナー。

### 過去のコーナー
一人喋り箱番組
パーソナリティの2人が週替わりで担当していたコーナー。

## イベント
ゆうときょうかの「あつまれ！ささもり！」トーク＆ライブイベント ～２月はささもりすぺしゃるで～！ウマポン・バレンタイン！
2023年2月18日（土）サイエンスホールで開催
第1部：ハムたろう
第2部：ハムじろう
ゲスト（第1、2部共通）：土屋李央・星谷美緒
「あつまれ！ささもり！」in 宮城～青葉城でれっつごーぱーてぃー！～
2024年6月2日（日）
「お菓子のささもり」でお渡し会＆写真撮影→「八木山動物公園 フジサキの杜」散策（雨天のためアクアテラス錦ケ丘に変更）→「青葉城」の自由散策→「青葉城・本丸会館」にて食事、トークショー
ゆうときょうかの「あつまれ！ささもり！」イベント
2024年10月6日（日）サイエンスホールで開催
第1部：Pゆうときょうかの「あつまれ！ささもり！」～デジタル・バスツアー～（トークショー、バスツアー体験、お渡し会）
第2部：Fゆうときょうかの「あつまれ！ささもり！」～リスナーさん！全員集合だよ！～（トークショー、テーマソングライブ、お見送り会）